# 호시노 유스케
호시노 유스케(일본어: 星野 有亮, 1992년 5월 12일 ~ )는 일본의 전 축구 선수이다.

## 구단 경력
그는 2015년부터 2019년까지 J리그의 츠바이겐 가나자와, 가이나레 돗토리에서 활동하였다.